# Little Portugal (Toronto)
Little Portugal (também conhecido como Portugal Village; em português: Pequeno Portugal ou aldeia Portugal) é um bairro e enclave étnico na cidade de Toronto em Ontário no Canadá. Está localizado a oeste do centro da cidade em Old Toronto. O bairro está ligado a oeste pela avenida Lansdowne, a norte pela rua College, a leste pela rua Bathurst e a sul pelas vias férreas Go Transit e Union Pearson Express. A área é predominantemente residencial, com empresas portuguesas ao longo da rua Dundas Oeste e da rua College. A área a leste de Dufferin e ao sul da rua Dundas também é conhecida como "Beaconsfield Village", que remonta da subdivisão de lotes na área ao redor da avenida Beaconsfield.

## Características
Little Portugal é predominantemente uma área residencial. O maior grupo étnico são os portugueses e a maioria das lojas portuguesas situam-se ao longo das ruas College e Dundas, dando o nome à área. Há um bom número de casas de meados do século XX.

## Principais ruas

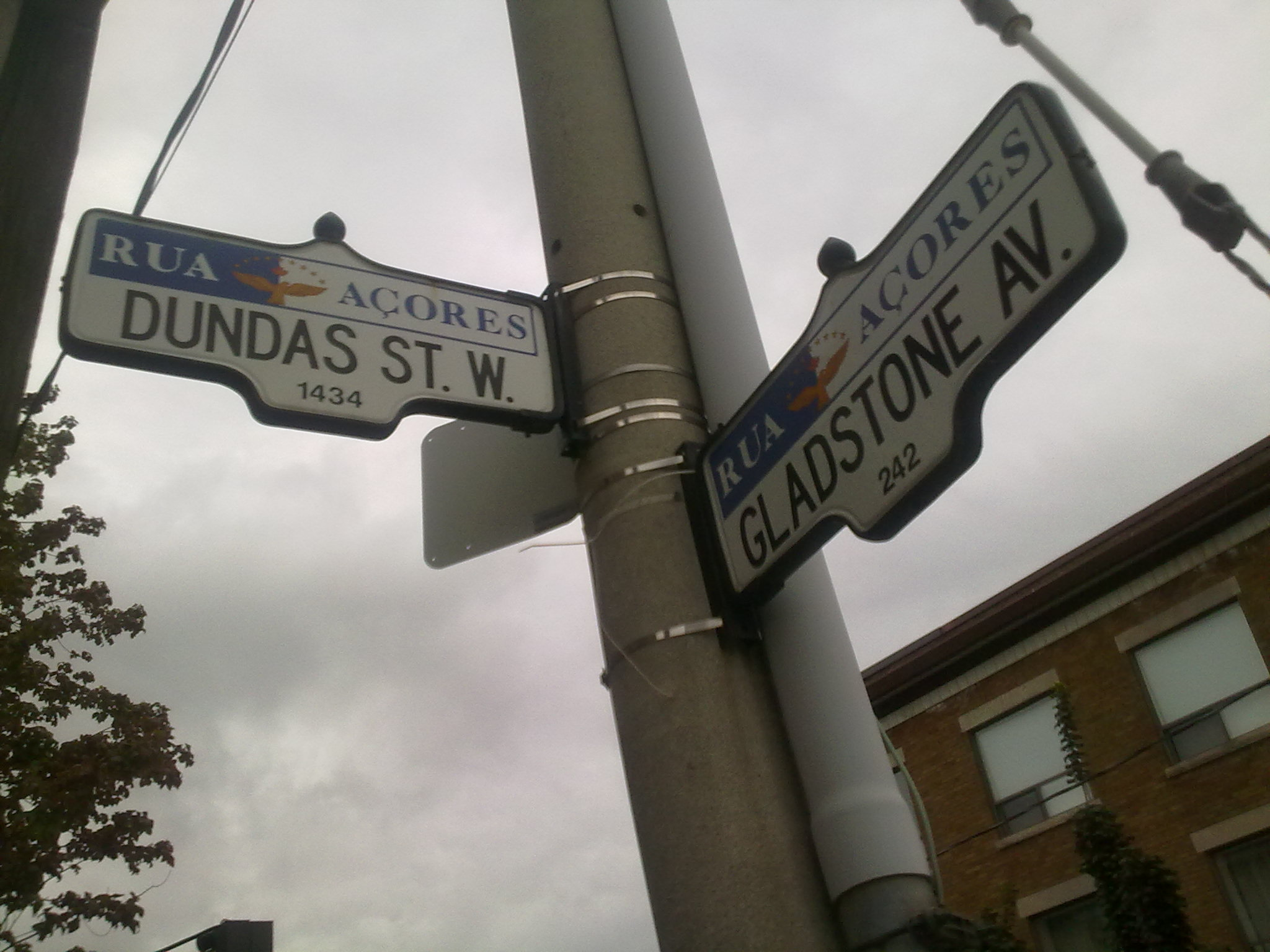
Rua Açores.

A rua Dundas Oeste é uma via arterial de quatro pistas leste-oeste que atravessa o centro do bairro. Da avenida Ossington, a oeste, a rua é conhecida como Rua Açores. Existem lojas ao longo da maior parte da rua, que são principalmente empresas locais. A rua College Oeste é uma via arterial de quatro faixas, a aproximadamente 400 metros ao norte de Dundas, encontrando Dundas em seu extremo oeste a oeste da Avenida Lansdowne. Há lojas ao longo da maior parte do seu comprimento. A rua College possui várias áreas de restaurantes e bares portugueses a leste e oeste da avenida Dufferin.

## Transportes
A área é bem servida pelo TTC (Toronto Transit Commission). Existem as linhas de bonde 505 e 506 ao longo das ruas Dundas e College. Há linhas de ônibus de norte-sul em Lansdowne, Dufferin e Ossington.

## Recreação
Um importante centro de atividade na área hoje é o McCormick Park, sede do McCormick Recreation Center e da Arena na avenida Brock. Esta área tem sido um ponto focal para os jovens que vivem na área.

## Demografia
A área tem muitos moradores de origem portuguesa e brasileira. Os maiores grupos de idiomas falados após o português são o chinês, o espanhol e o vietnamita. Mais de 40% da população de Little Portugal identifica-se como portuguesa.

## Galeria

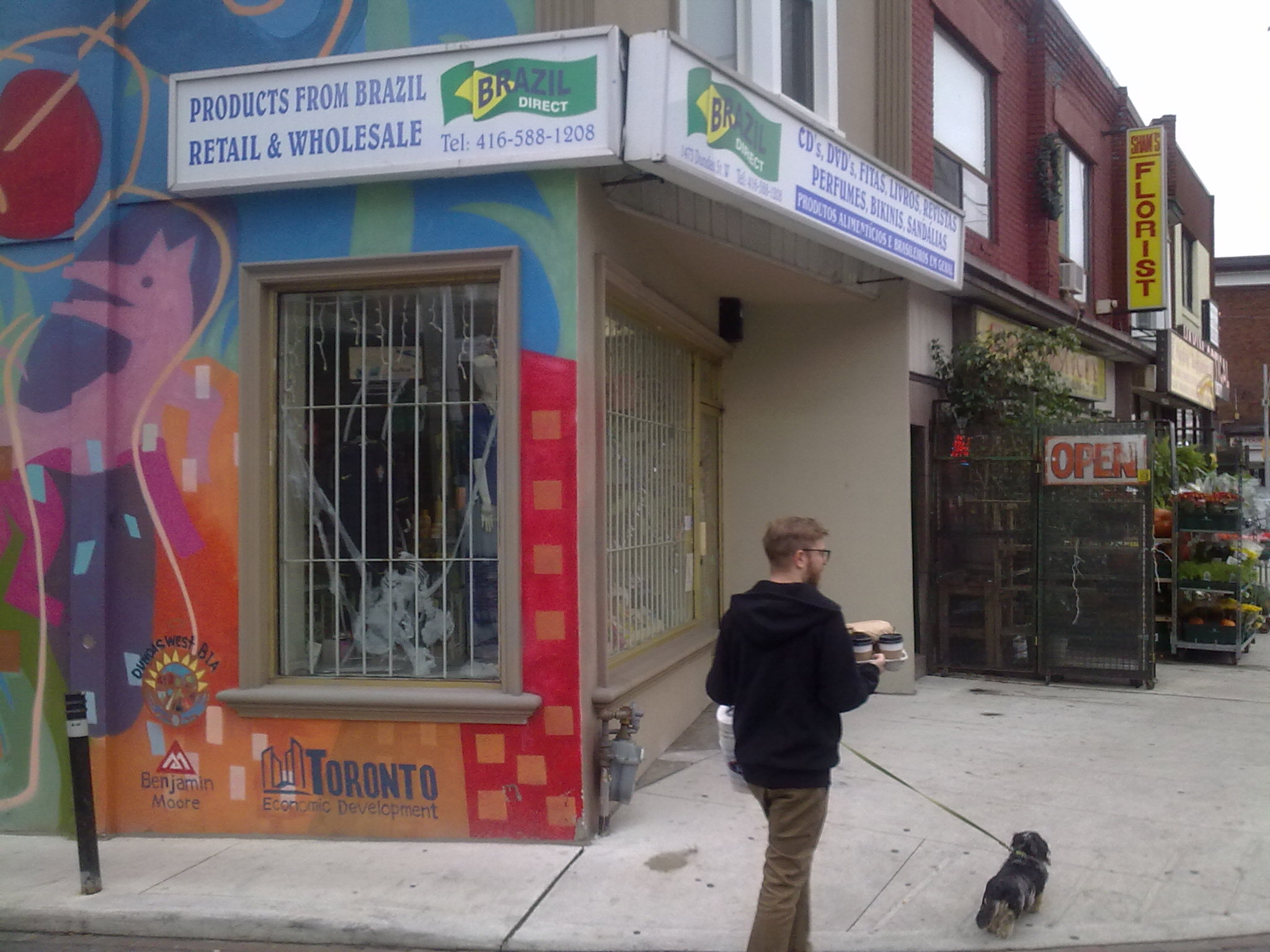
Loja brasileira no bairro
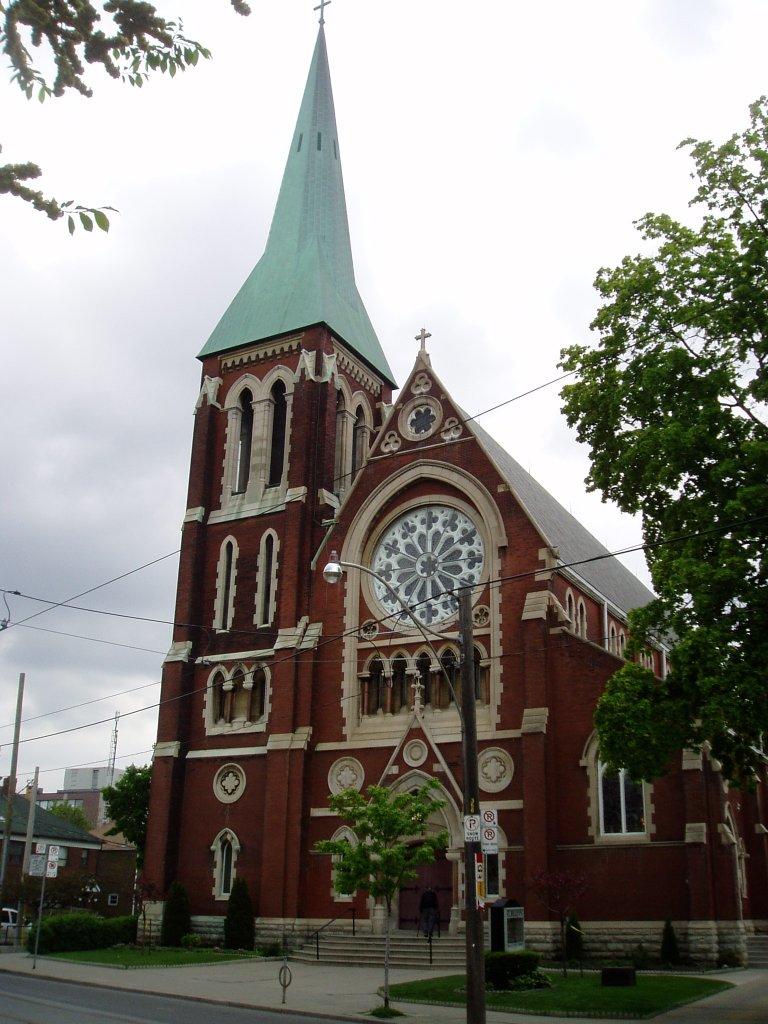
Igreja St. Helens
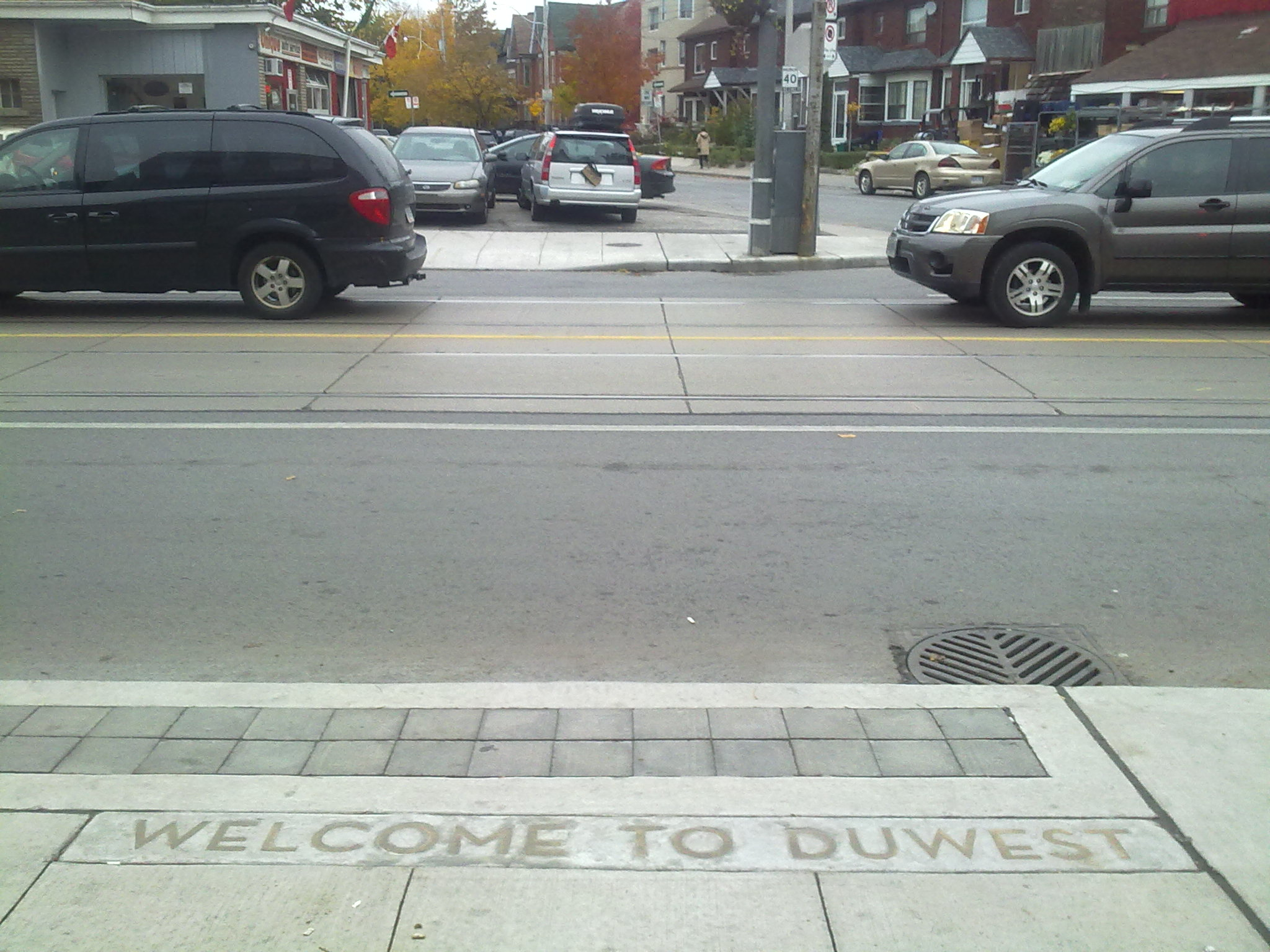
Welcome to Duwest
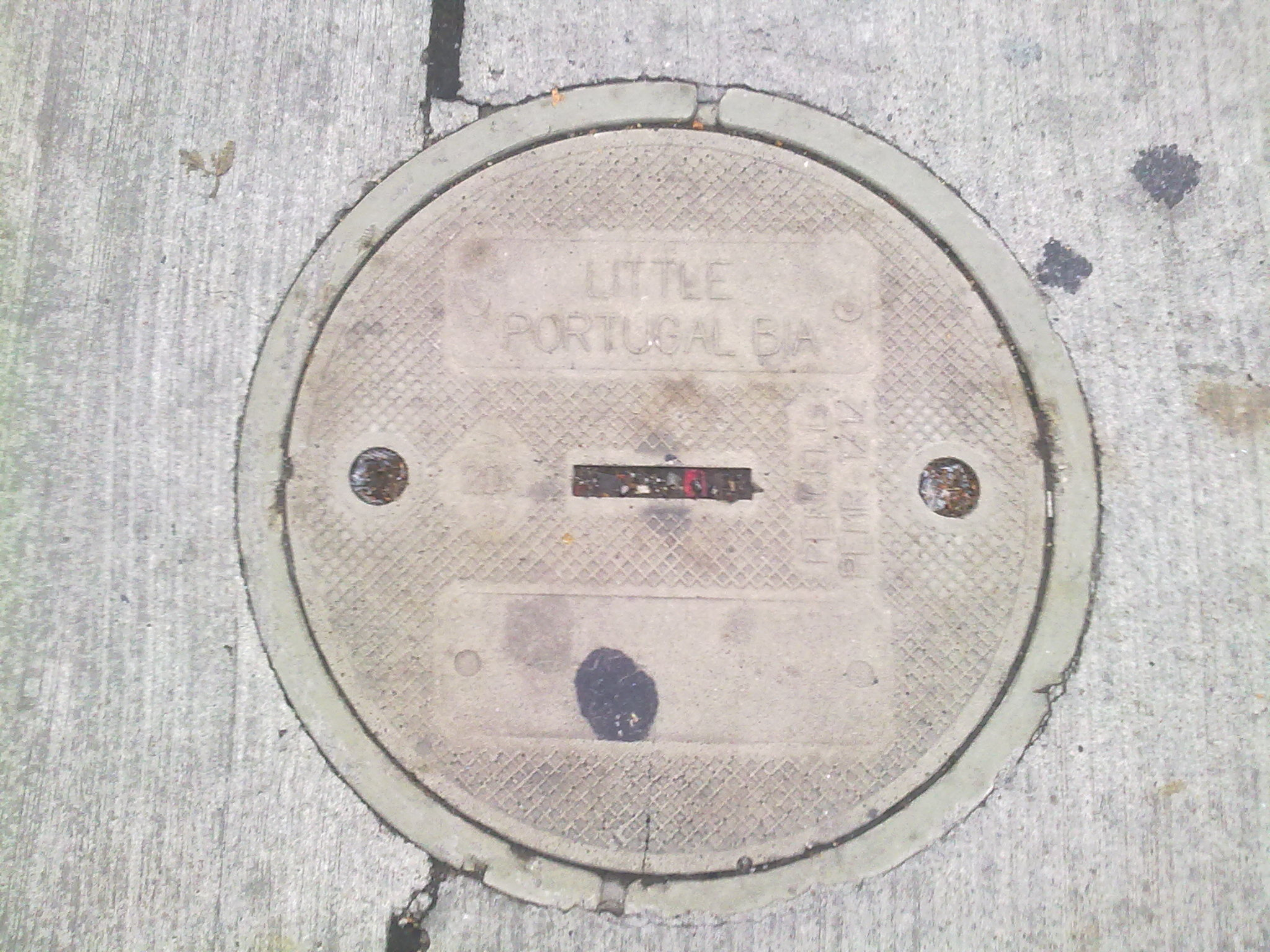
Poço de visita na Little Portugal
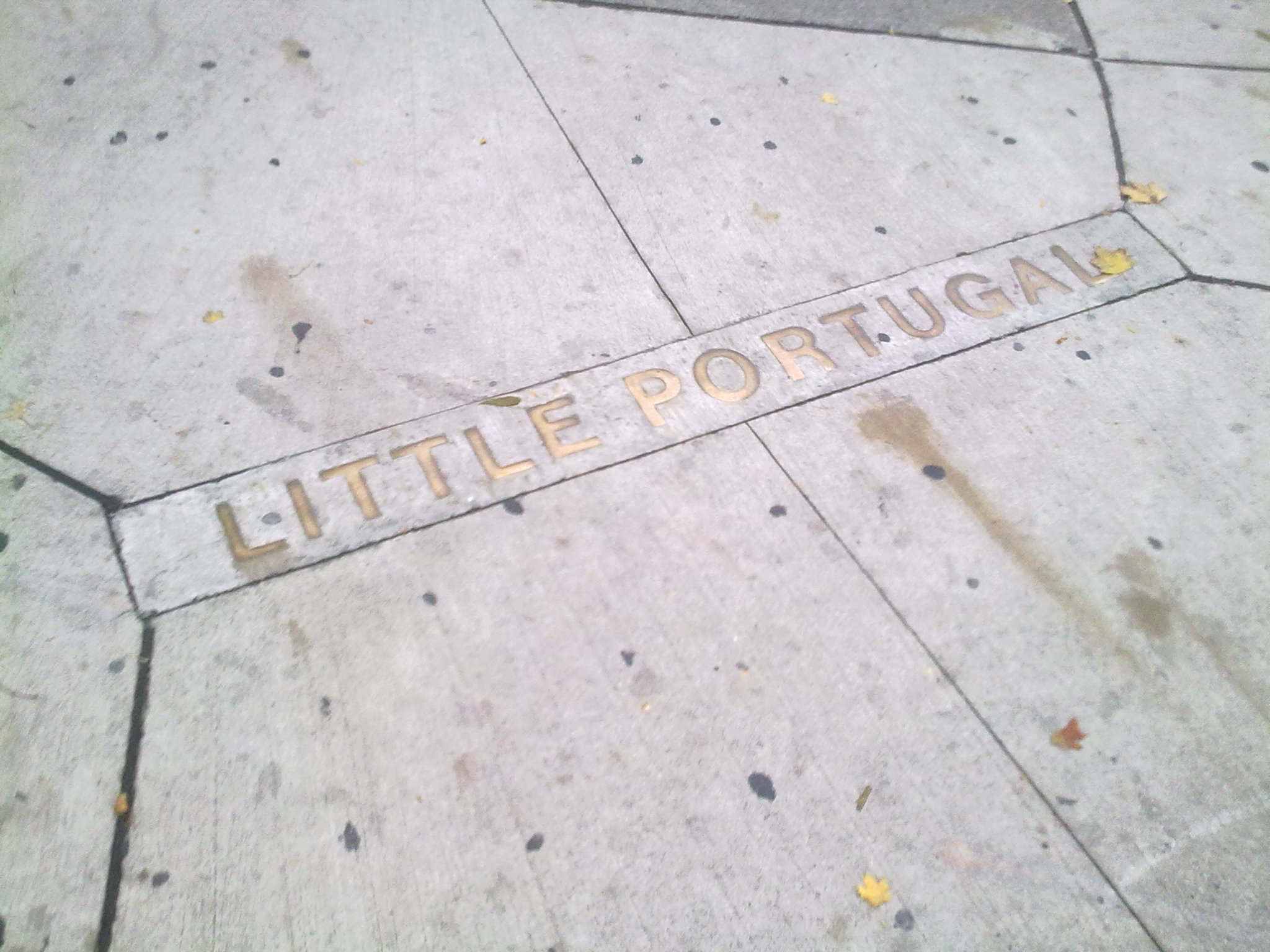
Calçada no bairro
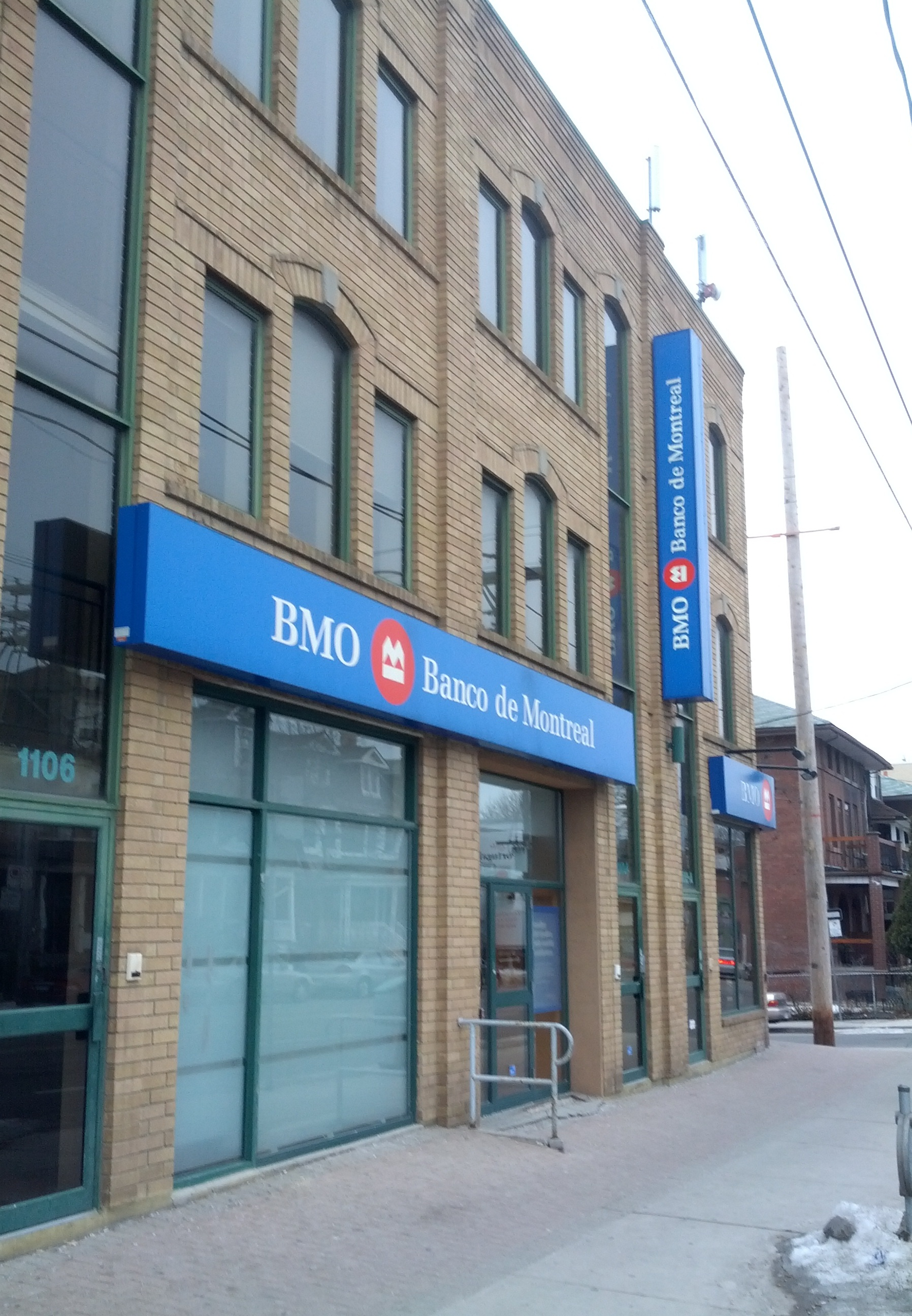
Banco de Montreal, com a fachada escrita em português
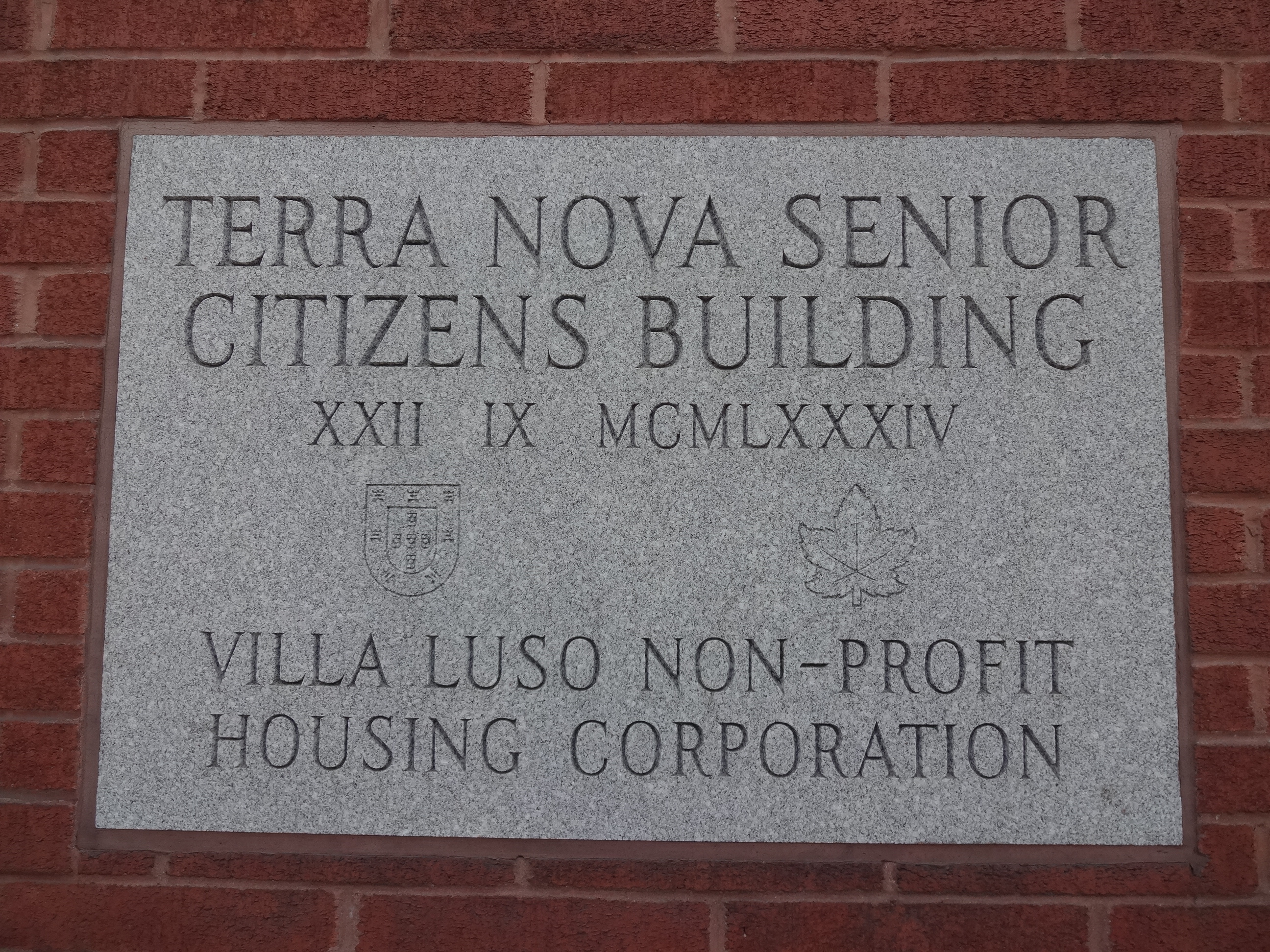
Placa da Terra Nova Senior Citizens Building
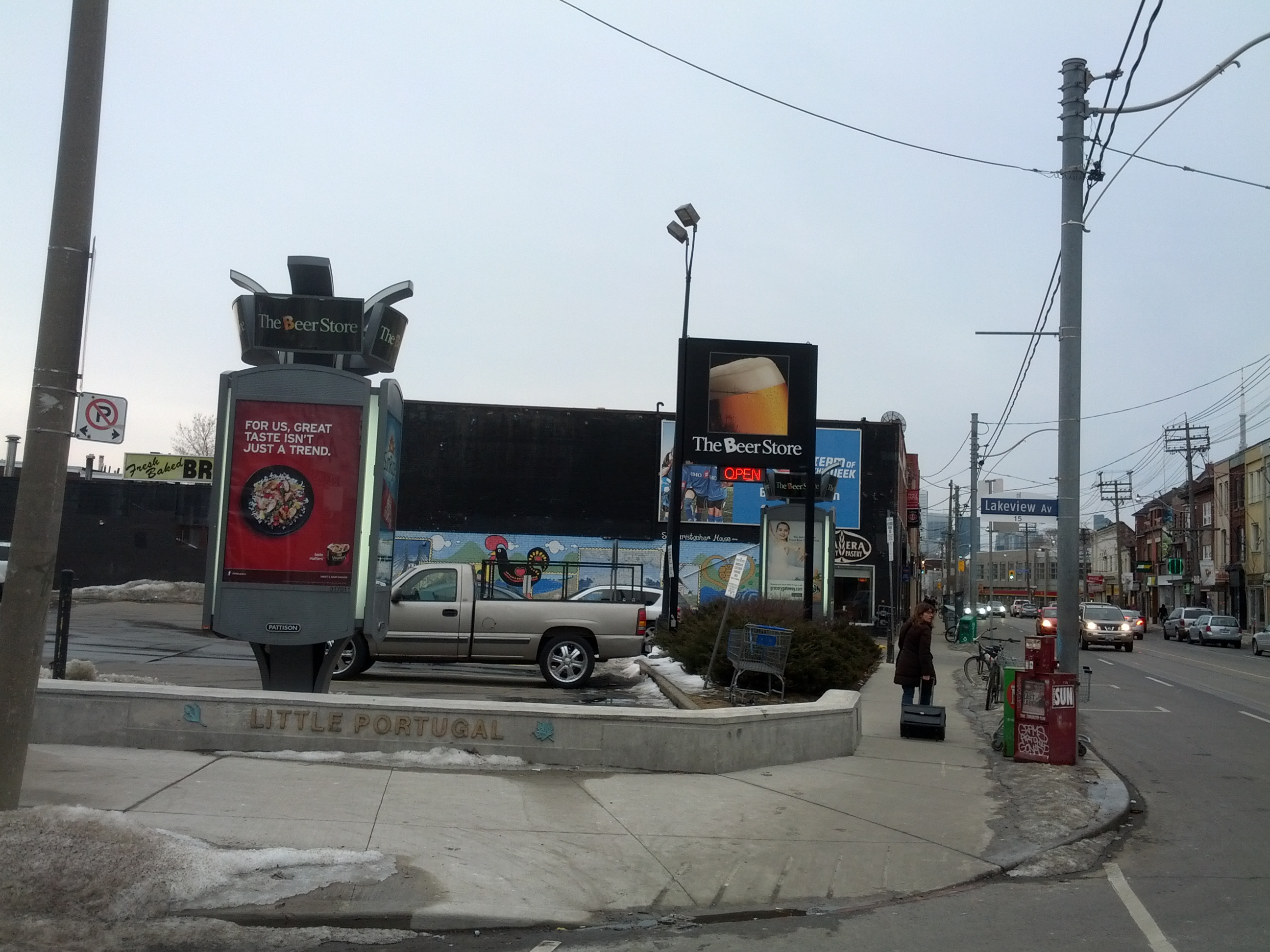
Rua no bairro
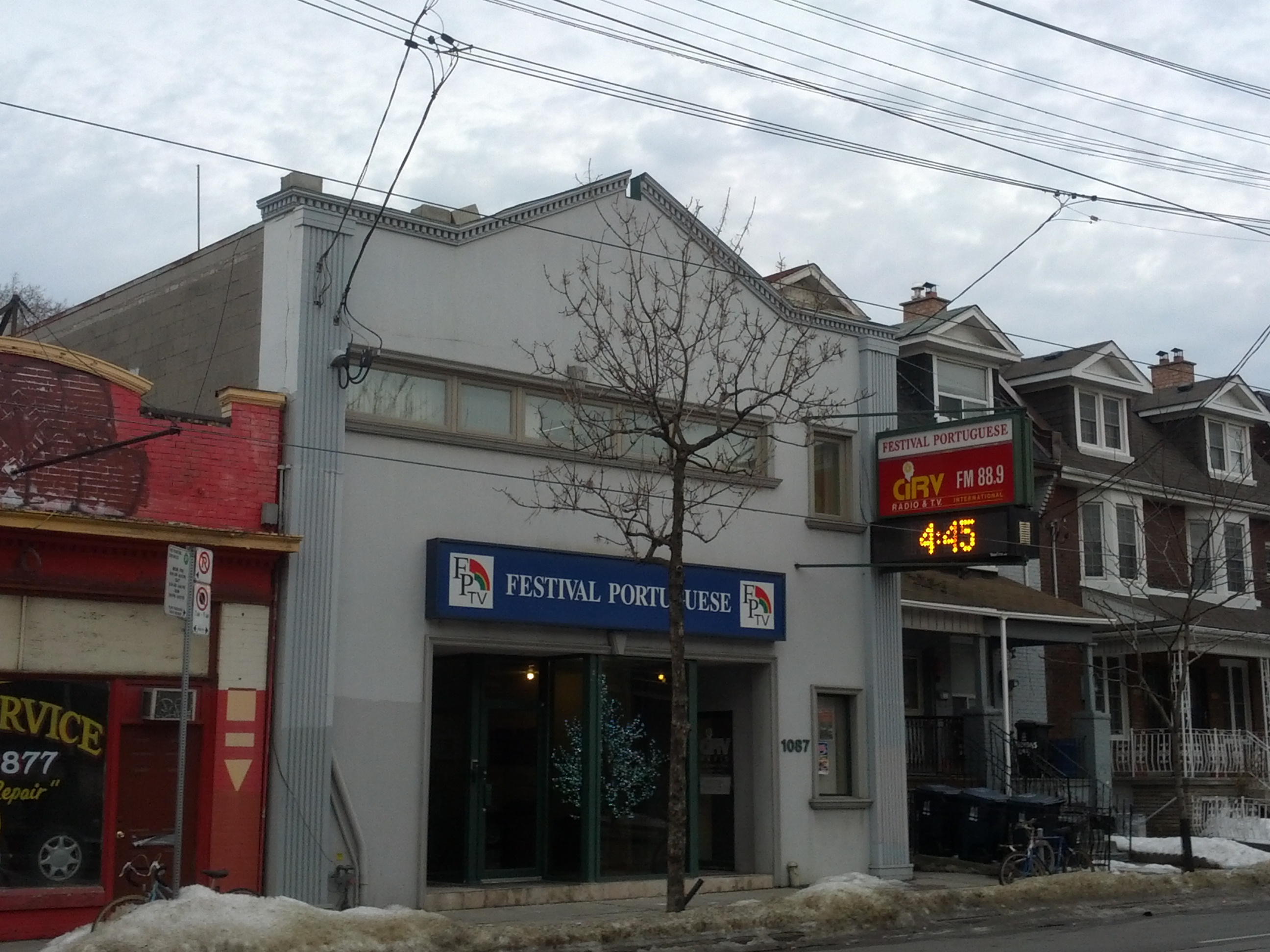
Festival Portuguese